# 有效 (體育)
四份一分（日語：有効），从字面上来看是「四份一个完整分」，它是在比赛中可以取得的第三分数或最低分数。
这是专门在日本武术“一分 - 半分”比赛(英語：ippon wazari)中通常使用的给分制度，多用于柔道、 空手道、 柔术的最高得分。